# Олівер Горн
Олівер Горн (англ. Oliver Horn, 22 травня 1901 — 10 жовтня 1960) — американський ватерполіст.
Бронзовий призер Олімпійських Ігор 1924 року.